# Trirammatus
Trirammatus is een geslacht van kevers uit de familie van de loopkevers (Carabidae). De wetenschappelijke naam van het geslacht is voor het eerst geldig gepubliceerd in 1838 door Chaudoir.

## Soorten
Het geslacht Trirammatus omvat de volgende soorten:
- Trirammatus alatus (Brulle, 1838)
- Trirammatus chaudoiri (Guerin-Meneville, 1838)
- Trirammatus ignobilis (Chaudoir, 1876)
- Trirammatus lacordairei (Dejean, 1831)
- Trirammatus loxandroides (Straneo, 1951)
- Trirammatus pseudharpalus (Emden, 1958)
- Trirammatus selkirki (Andrewes, 1931)
- Trirammatus skottsbergi (Andrewes, 1931)
- Trirammatus torqueotrochantus Will, 2004
- Trirammatus unistriatus (Dejean, 1828)
- Trirammatus vagans (Dejean, 1831)